# 代用魚
代用魚（だいようぎょ）とは、古くから食用とされてきた魚介類の代用として利用されるようになった魚介類。代替魚（だいたいぎょ）とも呼ばれる。

## 概説
代用魚は高級魚への代用、大衆魚の資源枯渇への対策として使用されており、漁業資源の安定供給やコスト削減を目的として開発されてきた。従来の魚と味が似ていても外見が異なるものが多く、それらは切り身や加工食品（惣菜、缶詰など）として売られることがほとんどである（シシャモなど例外も存在する）。主に外食産業や学校給食での白身フライなど加工食品、回転寿司のネタなどに使われる。スーパーマーケットなど小売店では馴染みの無い名前の魚は消費者に敬遠されやすいため、販売されている代用魚は少ない。日本におけるシシャモのように代用魚の方が主流となった例もある。
代用魚が正しい表示のもとで売られることは違法ではないが、表示が分かりにくかったり偽装表示の問題がある。消費者受けを狙って従来魚に似た呼称が用いられ、消費者を欺く行為と非難された例もある。日本では分類や和名がムツとは異なる魚が「銀ムツ」と称されて問題となった（マジェランアイナメを参照）。
食品表示を偽って代用魚を用いた場合は「偽装魚」とも呼ばれる。代用魚は食用には問題ないとされるが、アブラソコムツのように消化不良を起こすために日本では食品衛生法で販売が禁止されている魚が韓国で偽装に用いられた例もある。
資源管理、環境破壊という点で代用魚が問題となる場合がある。マジェランアイナメのような他国で古くから利用されている魚種を日本が利用するようになると漁獲量が増えて資源を圧迫する。東南アジアにおけるエビの養殖は森林破壊をもたらしている。また、ナイルパーチはビクトリア湖で外来魚として生態系破壊が問題となっている。

## 各国での利用と表示

### 日本
日本では従来国内で流通・消費されてこなかった外国魚・深海魚などが代用魚として用いられている。
- 1962年、ギンダラの利用が始まる。
- 1970年代、カラフトシシャモの利用が始まる。
- 1980年代、ウシエビ（ブラックタイガー）の養殖・輸入が始まる。

2000年代になると代用魚の食品表示が問題になった。
「タラバガニ」の原材料偽装（2004年。実際はアブラガニ）、エビのメニュー偽装（2013年。「シバエビ」が実際はバナメイエビ）が日本で問題となった。アブラガニは従来北海道ではタラバガニと明確に別の種類として扱われていたが、後に価格も上昇しタラバガニの代用として利用されるようになった。バナメイエビは業界の慣例として「シバエビ」と呼ばれることがあり、価格差もあまりなかった。
2003年、JAS法改訂で混同させる表示が禁じられた。

### 中国
中国では2018年にチベット高原で養殖されている魚が「淡水サーモン」として販売されていることがテレビで取り上げられたが、上海のニュースメディアである澎湃新聞がその正体がニジマスであることを突き止めた。中国では淡水魚の食の安全性をめぐる懸念が高まっており、国内の電子商取引サイトはチベット高原の養殖業者にニジマスとしての表示を義務付けた。これによりニジマスの養殖業者の売り上げが落ち込んだため、養殖業者らは窮余の策として「サケ」の定義を拡大解釈しニジマスも含めることに決めた。ノルウェーのベルゲン大学でサケの研究を行っているシグード・ステファンソンからは両者は関係はあるが別種だと指摘されている。
なお日本の市場においては「ニジマス」を「サーモン」と呼称することはごく一般的な用法となっており、消費者庁においても認可されている。

## 代表的な代用魚
和名（別名） - 用途
- アカニシ - サザエの代用。
サイズは似ているが、目レベルで系統が違い、殻付きでは一目瞭然のため、剥き身の串焼きやスライスにした炊き込み飯の具として偽装されていた。三河湾や瀬戸内海、有明海では郷土料理として廉価で手頃な食材とされる。
- イタヤガイ - アオヤギの代用。
- ウシエビ（ブラックタイガー） - クルマエビの代用。
いずれもクルマエビ科に属する近縁種。国産クルマエビの枯渇が顕著になってきた1980年代より輸入が始められた。導入から長い期間が経ち、知名度が高まり、代用魚という割り切りが消費者にも高い種となっている。原産地では、日本・中国向けの養殖が盛んになり、マングローブの破壊が深刻化している。
- オヒョウ - エンガワ(ヒラメ)の代用。
同じカレイ目ながら、オヒョウはカレイ科、ヒラメはヒラメ科に属するやや遠縁の関係。偽装魚を非難するサイトでは、意図的に腹側の写真を記載してカレイと思わせない演出が行われる。代用が知られるようになって、メニューには単純に「エンガワ」と表示する例が増えている。枯渇に伴い、近縁種のカラスガレイに移行しつつある。
- カラスガレイ - エンガワの代用。
原産地のグリーンランド近海では、北西大西洋漁業機関（NAFO）加盟国の漁業枠を巡るカナダとスペインの係争を引き起こすほどの重要種。日本も本種とタイセイヨウアカウオ確保のためにNAFOに加盟しているが、漁業枠が回ってこない年が連続するほどの希少種となっている。
- カラフトシシャモ(カペリン) - シシャモの代用。
もはや本物のシシャモの味を知らない消費者が多いほど浸透した代用魚。どちらもキュウリウオ科ではあるが属が違う。日本の消費者が「子持ちシシャモ」を好むためにメスの消費とオスの投棄が続出し、資源枯渇に拍車をかけている。
- ギンダラ - ムツ、タラの代用。
カサゴ目であるが、ギンダラが標準和名である。優良な白身魚であることから、加工食品に適した万能魚とされる。日本漁業関係者も北洋漁業の有料資源として開発したが、好漁場を抱えるアメリカ・カナダ・ロシアの締め出しを受けて完全輸入を余儀なくされている。
- マジェランアイナメ(メロ、銀ムツ) - ムツの代用。
- サルボウガイ - アカガイの代用。
どちらも同じアカガイ属で近縁関係にあり、岡山県や島根県では郷土料理の食材だが、アカガイの半分程度の5cmしか成長しない。小型なので刺身・寿司ネタには代用されず、缶詰佃煮に多用される。
- ティラピア - マダイの代用。
全世界で養殖されている優良な養殖魚。ただし、コピー元のマダイ養殖技術が躍進し、マダイ養殖が完全に軌道に乗ったことを受けて、コストが逆転したティラピア養殖は無用となりつつあり、代用魚としての役割は国内では終わりに近い。
- ナイルパーチ - スズキの代用。
- ホキ - スケトウダラの代用。白身フライなど。
同じタラ目ではあるが亜目レベルで別の系統に属する。淡白で上質の白身魚で、乱獲の末にニュージーランド漁場が荒れ、自主規制に踏み切る外食産業も増えてきたほか、同属の「デコラ」という南米産のホキ代用魚まで導入されつつある。
- マルアナゴ(アンギーラ) - マアナゴの代用。
ウナギ目アナゴ亜目ウミヘビ科に属するアナゴの近縁種であるが、偽装魚批判サイトでは無知か意図的か、爬虫類コブラ科ウミヘビ亜科と混同する情報を流している。原産の南米ではAnguilla＝ウナギと呼び、食用としている。コピー元のマアナゴに比べ脂ぎった食味といわれる。
- メルルーサ - スケトウダラの代用。白身フライなど。
- ロコガイ - アワビの代用。
- ヨーロッパウナギ ・アメリカウナギ・ビカーラウナギ - ニホンウナギの代用。
ヨーロッパウナギは1990年代に中国の漁業者がアメリカ沖で幼魚を捕獲して本国の養鰻場で肥育し、日本に輸出するルートを確立したが、乱獲のため2009年よりワシントン条約に基づき漁獲制限がかけられた。日本の業者は残るアメリカウナギとビカーラウナギにシフトしているが、原産国はヨーロッパウナギの二の舞を危惧している。

## 開発魚の一覧
水産研究・教育機構開発調査センターでは、前身の海洋水産資源開発センターが開発してきた魚種・漁場を公開している。
以下に示すのがその一覧であるが、和名については括弧内にセンターの示す名称を示す。
スズキ目
- アジ科
  - マアジ属
    - チリマアジ　Trachurus murphyi Nichols, 1920 --- Chilean jack mackerel
- サバ科
  - ホソカツオ属
    - ホソカツオ（アロツナス）　Allothunnus fallaii Serventy, 1948 ---Slender tuna

  - ガストロ属
    - ガストロ　Gasterochisma melampus Richardon, 1845 --- Butterfly kingfish
- タイ科
  - キダイ属
    - ベニメダイ　Dentex macrophthalmus (Bloch, 1791) --- Large-eye dentex
- シマガツオ科
  - シマガツオ属
    - シマガツオ　Brama japonica Hilgendorf, 1878 --- Pacific pomfret
    - ニシシマガツオ　Brama brama (Bonnaterre, 1788) --- Atlantic pomfret
- タカノハダイ科
  - Nemadactylus
    - タラキヒ　Nemadactylus macropterus (Foster, 1801) --- Tarakihi
- イボダイ科
  - Seriolella
    - オキメダイ　Seriolella caerulea Guichenot, 1848 --- White warehou
    - ギンワレフ　Seriolella punctata (Foster, 1801) --- Silver warehou
    - ワレフー　Seriolella brama (Gunther, 1860) --- Common warehou
- クロタチカマス科
  - Thyrsites
    - ミナミクロタチ（バラクータ）　Thyrsites atun (Euphrasen, 1791) --- Snoek
- メバル科
  - メバル属
    - タイセイヨウアカウオ（アカウオ）　Sebastes marinus (Ascanius, 1772) --- Rosefish
    - オキアカウオ（アカウオ）　S. mentella Travin, 1951 --- Deepwater redfish

  - ユメカサゴ属
    - アラカブ　Helicolenus pericoides (Richardson & Solander, 1842) --- Red gurnard perch
- ギンダラ科
  - ギンダラ属
    - ギンダラ　Anoplopoma fimbria (Pallas, 1814)　--- Sablefish
- カワビシャ科
  - ツボダイ属
    - クサカリツボダイ　Pentaceros richardsoni Smith, 1844 --- Pelagic armorhead

マトウダイ目
- Cyttidae
  - Cyttus
    - シロマトウ　Cyttus traversi Hutton, 1872 --- King dory
- オオメマトウダイ科
  - オオメマトウダイ属
    - クロマトウ　Allocyttus niger James, Inada & Nakamura, 1988 --- Black oreo

アシロ目
- アシロ科
  - Genypterus
    - キングクリップ（キング）　Genypterus blacodes Foster, 1801 --- Pink cusk-eel

カレイ目
- カレイ科
  - Reinhardtiuns
    - カラスガレイ　Reinhardtiuns hippoglossides (Walbaum, 1792) --- Greenland halibut

タラ目
- タラ科
  - ミナミダラ属
    - ブルーホワイティング　Micromesistius poutassou (Risso, 1827) --- Blue whiting
    - ミナミダラ　M. australis Norman, 1937 --- Southern blue whiting
- メルルーサ科
  - メルルーサ属
    - シルバーヘイク　Merluccius bilinearis (Mitchill, 1814) --- Silver hake
    - ニュージーランドヘイク（メルルーサ（NZ））　M. australis (Hutton, 1872) --- Southern hake
    - ケープヘイク（メルルーサ（南ア））　M. capensis Castelnau, 1861 --- Shallow-water cape hake
    - アルゼンチンメルルーサ（メルルーサ（AR））　M. hubbsi Marini, 1933 --- Argentine hake
    - ディープウォーターケープヘイク（メルルーサ（南ア））　M. paradoxus Franca, 1960 --- Deep-water cape hake
- ホキ科
  - ホキ属
    - ホキ　Macruronus novaezealandiae (Hector, 1871) --- Blue grenadier
- ソコダラ科
  - ホカケダラ属
    - イバラヒゲ　Coryphaenoides acrolepis (Bean, 1884) --- Pacific grenadier
- チゴダラ科
  - イトヒキダラ属
    - イトヒキダラ　Laemonema longipes Schmidt, 1938 --- Longfin codling

ツノザメ目
- アイザメ科
  - アイザメ属
    - アイザメ　Centrophorus granulosus Garman, 1913 --- Dwarf gulper shark

ネズミザメ目
- ネズミザメ科
  - ネズミザメ属
    - ネズミザメ　Lamna ditropis Hubbs & Follett, 1947 --- Salmon shark

開眼目
- アカイカ科
  - アカイカ属
    - アカイカ　Ommastrephes bartramii (Lesueur, 1821) --- Neon flying squid

  - アメリカオオアカイカ属
    - アメリカオオアカイカ　Dosidicus gigas (d'Orbigny, 1835) --- Humboldt squid

  - マツイカ属
    - アルゼンチンイレックス　Illex argentinus (Castellanos, 1960) --- Argentine shortfin squid

  - ニセスルメイカ属
    - ニセスルメイカ　Martalia hyadeshii Rochebrune & Mabille, 1889 --- Sevenstar flying squid

  - ニュージーランドスルメイカ属
    - ニュージーランドスルメイカ　Nototodarus aloanii (Gray, 1849) --- Wellington flying squid

  - スルメイカ属
    - ミナミスルメイカ　Todarodes filippovae Adam, 1975 --- Antarctic flying squid

閉眼目
- ヤリイカ科
  - Loligo→Doryteuthis
    - パタゴニアヤリイカ　Doryteuthis gahi (d'Orbigny, 1835) --- Patagonian squid

十脚目
- クルマエビ科
  - ベニガラエビ属
    - オレンジシュリンプ　Penaeopsis serrata Bate, 1881 --- Pinkspeckled shrimp
- チヒロエビ科
  - ツノナガチヒロエビ属
    - ツノナガチヒロエビ　Aristaeomorpha foliacea (Risso, 1827) --- Giant red shrimp

  - ヒカリチヒロエビ属
    - ヒカリチヒロエビ　Aristeus virili (Bate, 1881) --- Stout red shrimp

  - ミツトゲチヒロエビ属
    - オオミツトゲチヒロエビ　Plesiopenaeus edwardsianus (Johnson, 1868) --- scarlet shrimp
    - スカーレットシュリンプ　P. edwardsianus (Johnson, 1868) --- scarlet shrimp
- イトアシエビ科
  - イトアシエビ属
    - トゲナシイトアシエビ　Nematocarcinus rotundus Crosnier & Forest, 1973

オキアミ目
- オキアミ科
  - オキアミ属
    - ナンキョクオキアミ　Euhausia superba Dana, 1850 --- Antarctic krill